# Dinar croata
O dinar croata foi a moeda oficial da Croácia de 1991 á 1994, a Croácia se tornou independente e adotou o dinar croata até 1994, quando foi substituído pelo Kuna croata. O código ISO 4217 utilizado era o HRD.